# 玛依努尔·哈斯木
玛依努尔·哈斯木（維吾爾語：ماھىنۇر قاسىم‎，拉丁维文：Mahinur Qasim；1929年8月15日—2021年2月28日），女，维吾尔族，新疆霍城人，中华人民共和国官员，全国妇联第四至第七届副主席。

## 生平
1929年8月15日，玛依努尔·哈斯木生于新疆伊犁霍城县。一岁丧母。幼年辍学当童工。1945年1月15日，和阿合买提江·哈斯木结婚，并成为其秘书。1948年，出任新疆保卫和平民主同盟妇女委员会常委。1949年8月27日，阿合买提江在扎巴依喀勒山空难中丧生。此后她抚育一儿一女，独身度过余生。
1951年，任新疆省伊犁专区妇联副主任，1952年任伊宁市市长。1952年加入中国共产党。1953年到1956年，任新疆省政府办公厅副主任。其间，曾在中共中央高级党校学习。1956年到1973年，任伊犁哈萨克自治州妇联主任，新疆维吾尔自治区妇联主任、党组副书记。她曾多次受毛泽东等党和国家领导人接见。文化大革命期间，她曾受到冲击。1973年到1978年，任新疆维吾尔自治区民政局副局长。
中共十一届三中全会后，她获得彻底平反。1978年到1988年，任新疆维吾尔自治区妇联主任、党组书记。1979年起，担任全国妇联第四至第七届副主席，新疆维吾尔自治区人大常委会副主任。她是第八届全国人大常委会委员。1998年3月，第九届全国人大第一次会议上，她当选为全国人民代表大会常务委员会委员。此外她还担任第二届全国政协委员。她还被评为全国有突出贡献的儿童少年工作者。2003年离休。

## 著作
- 《回忆阿合买提江》[2]

## 家庭
- 丈夫：阿合买提江·哈斯木[2]